# Не е ли романтично
„Не е ли романтично“ (на английски: Isn't It Romantic) е американска романтична комедия от 2019 г. на режисьора Тод Страус-Шулсън, по сценарий на Ерин Кардило, Дейна Фокс и Кейти Силбърман, и участват Ребъл Уилсън, Лиам Хемсуърт, Адам ДеВайн и Приянка Чопра.
Филмът е пуснат по кината в Съединените щати на 13 февруари 2019 г. от „Уорнър Брос Пикчърс“, и в международни територии от „Нетфликс“ на 28 февруари 2019 г. Печели повече 48 млн. долара при бюджет от 31 млн. долара и получава генерално позитивни отзиви от критиката.